# 副校长
副校長是學校的一種管理職務，協助校長處理校務。大學可能有多位副校長分管行政、研究、教學、財務。而中學、小學的副校長則仍會參與日常課堂的教學工作。

## 英式傳統
許多中文翻譯會誤將Chancellor翻譯為校長，或將Vice-Chancellor錯誤翻譯為副校長。正確翻譯如下：
副校監（Pro-Chancellor）
校長（Vice-Chancellor & President）
常務副校長（Deputy Vice-Chancellor，或譯「首席副校長」）
副校長翻譯（Pro Vice-Chancellor）。

## 中國大陸
中华人民共和国的高校设立党委书记一职，作为中国共产党驻学校代表。此外，《中小学法治副校长聘任与管理办法》在2022年2月17日颁布，自2022年5月1日起实施。中華人民共和國的人民法院、人民检察院、公安机关、司法行政部门會推荐或者委派人員前往學校兼任副校长职务，此類副校長稱為法治副校长。
校长以外的其他校党委副书记，如纪委、监察处、审计室等部门主管，在行政等级上相当于副校长，但由于不分管具体校务一般不以“副校长”称。有的高校也有党委副书记参与分管具体校务的情况。

## 香港
香港的中小學副校長一職是校內管理層當中，最高領導人之一。職銜雖有校長二字，但負責的職務除了行政工作外，同時亦需與其他老師一樣，進行教學及協作推動不同的科務及活動。
香港的公立大學副校長由遴選委員會推薦，再由校務委員會任命。